# 云骧阁
25°50′15″N 116°21′21″E / 25.83750°N 116.35583°E
云骧阁位于中国福建省长汀县汀州镇乌石山80号，东南临汀江而建，是一座二层木结构楼阁式建筑。1929年3月中国工农红军第四军进入长汀后，将长汀县革命委员会设于此处。1988年作为长汀革命旧址之一被列为第三批全国重点文物保护单位。
- 北面入口
- 南面
- 阁前两侧有圆门出入
- 二楼